# Userhat-Amón
| M17 | Y5 · N35 | G7 | F12 | s | r · D37 | F4 · X1 · Z1 | G7 | P1 |

| M17 | Y5 · N35 | G7 | F12 | s | r · D37 | F4 · X1 · Z1 | G7 | P1 |

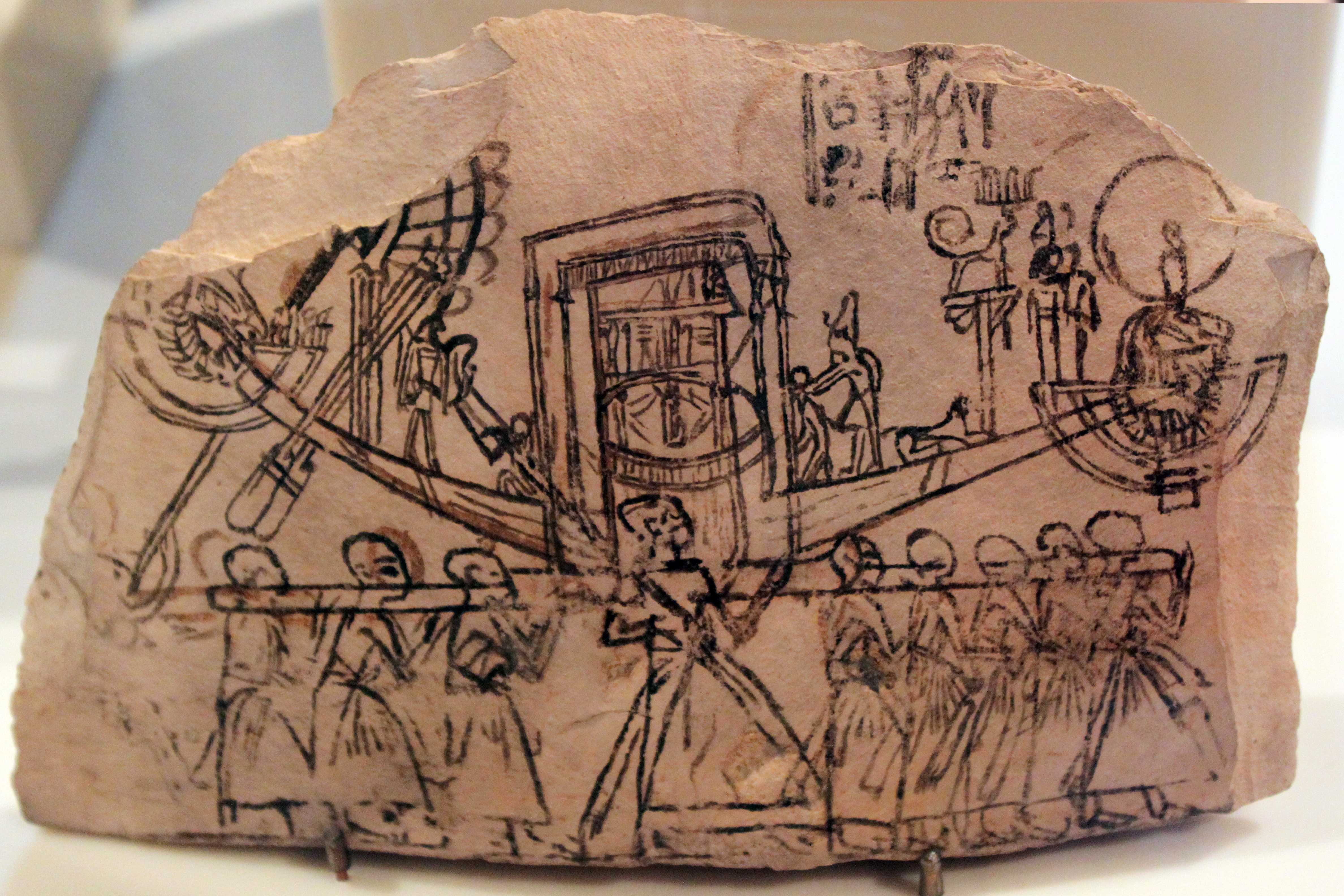
Procesión con la barca sagrada de Amón. Ostracon, Dinastía XIX. Neues Museum, Berlín.

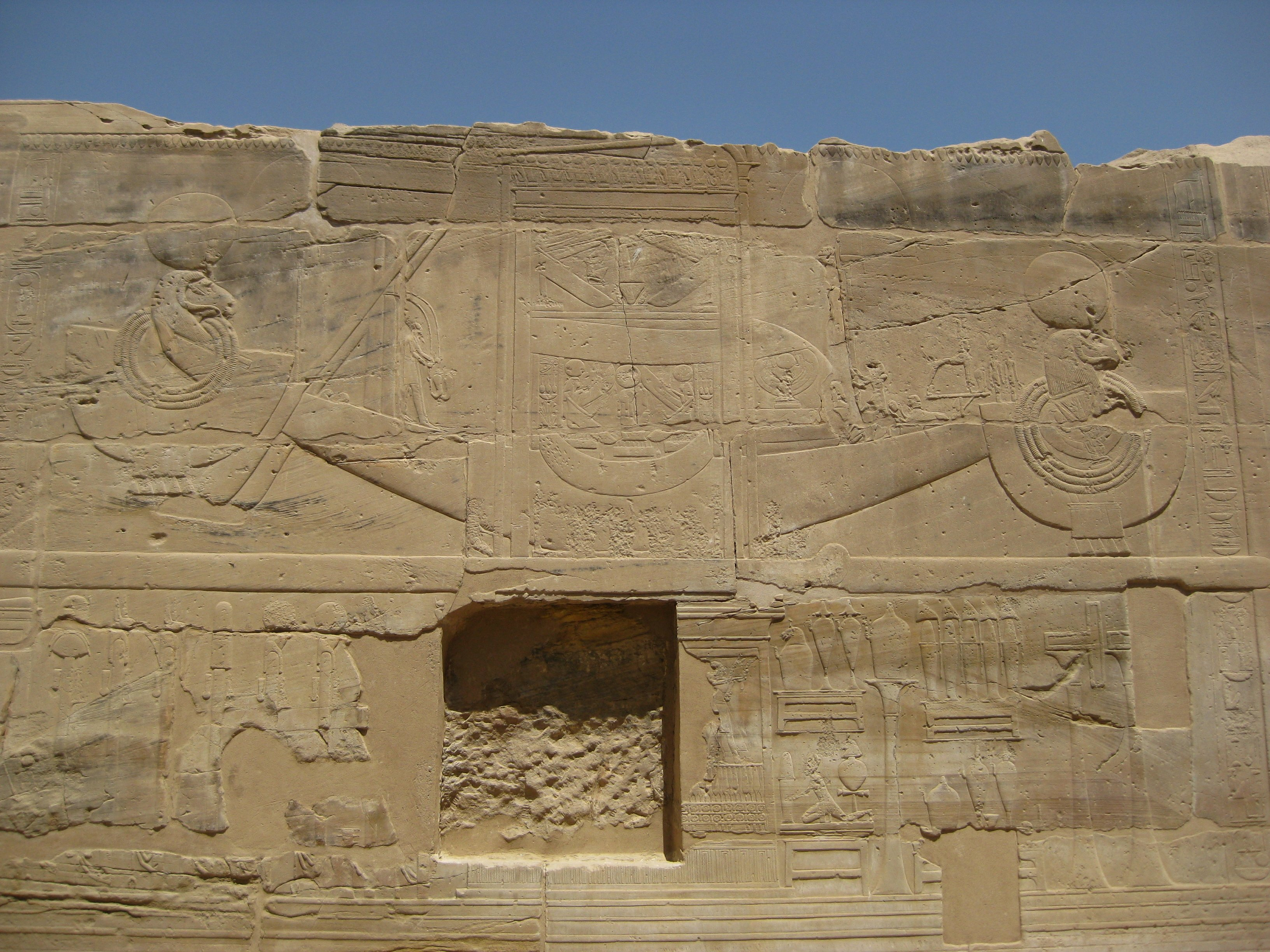
Barca sagrada de Amón. Templo de Seti I en Qurna.

Userhat-Amón era el nombre de la barca sagrada de Amón que se empleaba en sus desplazamientos en el Antiguo Egipto. 
Por primera vez apareció esta designación especial durante el Imperio Nuevo. Así, en relación con la Bella Fiesta del Valle, la Fiesta de Opet o la Historia de Unamón, donde Unamón, sacerdote de Amón en Karnak, debe encontrar madera para construir un nuevo barco sagrado con el fin de transportar en procesión a Amón.
Aunque ninguna de estas barcas de Amón se conserva, se conocen, sobre todo, por sus representaciones, desde en las paredes de los templos, hasta en ostraca.
La Userhat, la "poderosa de proa", era una barca de grandes dimensiones. Estaba construida en madera fina, probablemente de cedro importado del Líbano y decorada con oro y plata, albergaba en su interior un altar de oro y contaba con escenas del faraón en presencia de Amón. Sustituyó a un tipo anterior del Reino Medio, en la dinastía XII, en corteza de árbol Ya en uso durante la dinastía XII, aunque la barca era más pequeño y el santuario se consideró un prototipo de la Arca de la Alianza.
Tanto la proa como la popa, estaban decoradas con la cabeza de carnero, símbolo del dios, adornadas con collares, pectorales y corona atef. En medio, un santuario portátil cerrado, recubierto de electro, en el que se colocaba la estatua de Amón, protegida de la vista de la gente común (remetj). En los días festivos, la estatua se colocaba en la barca y se llevada en procesión desde Karnak a hombros de sacerdotes uab. Cuando la estatua de Amón no viajaba, la barca descansaba en su propio santuario, denominado el reposadero de la barca. Cuando navegaba, se dirigía hacia el sur, a contracorriente, contrarrestada por medio de cuerdas atadas a embarcaciones más pequeñas o bien, era remolcada por la nave real con sesenta remeros.
Desde principios del Imperio Nuevo, la barca se convirtió en un aspecto, cada vez más importante, de la teología egipcia y muchos santuarios de la barca sagrada fueron construidos en los templos. Durante el reinado de Hatshepsut, la Capilla Roja fue el principal santuario de la barca de Amón en Karnak.